# Municipio de Ninotsminda
El municipio de Ninotsminda (en georgiano: ნინოწმინდის მუნიციპალიტეტი, en armenio: Նինոծմինդայի մունիցիպալիտետ) es un municipio al sur de Georgia perteneciente a la región de Mesjetia-Yavajetia. El área total del municipio es 1354 kilómetros cuadrados y su centro administrativo es Ninotsminda. La población era 24.491, según el censo de 2014.

## Geografía
El municipio de Ninotsminda se encuentra en la meseta volcánica de Yavajetia, en el extremo sureste de la meseta de Ajalkalaki. El punto más bajo del municipio está a 1750 metros sobre el nivel del mar cerca del pueblo de Kulalisi, el más alto está en el monte Godorebi (3189 metros), unos pocos kilómetros al noreste del monte Didi Abuli, la montaña más alta de la cordillera Samsari. Esta cordillera forma la delimitación geográfica noroccidental del municipio con Ajalkalaki y Tsalka, mientras que la cordillera de Yavajetia forma el límite oriental con el municipio de Dmanisi. La frontera suroeste de la región es la frontera estatal de Georgia y Turquía. La frontera sur sigue la cordillera de Nialiskuri, que limita con Armenia. El área también se caracteriza por lagos que se encuentran entre los más grandes de Georgia. El lago Paravani es el lago más grande de Georgia, a una altitud de 2074 metros sobre el nivel del mar. Existen varias reservas naturales, como el Parque Nacional de Yavajetia. 
Ninotsminda está a 91 km de Ajaltsije, a 161 km de Tiflis a través de Tsalka y a 320 km a través de Ajaltsije.

### Clima
El municipio de Ninotsminda tiene un clima continental de tierras altas con inviernos fríos con nieve y veranos frescos. La temperatura media en enero es de -10,6 °C y en agosto de 13,1 °C. En invierno las temperaturas pueden llegar a -38 °C.

## Historia
El área del municipio se encuentra en la región histórica de Yavajetia, que pronto fue anexionada al Imperio otomano después del colapso del reino de Georgia en el siglo XVI. Después de que el área fuera anexada al Imperio ruso como resultado de la guerra ruso-turca de 1828/29, varias reorganizaciones administrativas llevaron a que pasara a formar parte de la gobernación de Tiflis, inicialmente perteneciente al uyezd de Ajaltsije, y desde 1874 hasta los primeros años de la Unión Soviética al recién escindido uyezd de Ajalkalaki.
Según el tratado de Brest-Litovsk (marzo de 1918), el uyezd siguió siendo parte de Rusia. En mayo de 1918, el distrito de Ajalkalaki pasó a formar parte de la República Democrática de Georgia, pero ya en junio fue cedido a Turquía bajo la paz de Batumi. En otoño, su territorio fue ocupado por tropas turcas. Tras la retirada de las tropas turcas a finales de 1918, el territorio de la región volvió a formar parte de Georgia.
El distrito ha estado separado desde 1930, bajo el nombre de Bogdanovka. En 1991 recibió el nombre de Ninotsminda. El 95% de los habitantes de Ninotsminda son de ascendencia armenia, la cifra más alta en un municipio georgiano. Después de la independencia de Georgia, el raion se asignó a la recién formada región de Mesjetia-Yavajetia en 1995 y se transformó en municipio en 2006.

## Política
La asamblea municipal de Ninotsminda (en georgiano: ნინოწმინდის საკრებულო) es un órgano representativo en el municipio de Ninotsminda, que consta de 30 miembros que se eligen cada cuatro años. La última elección se llevó a cabo en octubre de 2021 y la ganó Anivard Mosoian del Sueño georgiano.
| Partido político | Partido político                    | 2017 | 2021 |
| ---------------- | ----------------------------------- | ---- | ---- |
|                  | Sueño georgiano                     | 24   | 27   |
|                  | Movimiento Nacional Unido           |      | 1    |
|                  | Para Georgia                        |      | 1    |
|                  | Georgia Europea                     | 1    | 1    |
|                  | Alianza de los Patriotas de Georgia | 1    |      |
| Total            | Total                               | 26   | 30   |

## División administrativa
El municipio consta de 9 temi, 30 pueblos (sopeli), y hay una ciudad, Ninotsminda. Los nueve temi de Ninotsminda son: Didi Janchali, Didi Gonduri, Eshtia, Gandzani, Gorelovka, Poka, Satje, Tambovka, Yigrasheni. Los pueblos son: Ajali Julgumo, Aspara, Didi Arakali, Dilipi, Efremovka, Katnatu, Kaurma, Kulalisi, Mamtsvara, Orlovka, Oroyolari, Patara Arakali, Patara Gonduri, Patara Janchali, Patara Jorenia, Rodionovka, Sagamo, Sameba, Spasovka, Toria, Uymana, Vladímirovka, Zhdanovi.

## Demografía
El municipio de Ninotsminda ha tenido una disminución de población desde 1989, teniendo hoy sobre el 50% de los habitantes de entonces.
| Población del municipio de Ninotsminda                                 | Población del municipio de Ninotsminda | Población del municipio de Ninotsminda | Población del municipio de Ninotsminda | Población del municipio de Ninotsminda | Población del municipio de Ninotsminda | Población del municipio de Ninotsminda | Población del municipio de Ninotsminda | Población del municipio de Ninotsminda | Población del municipio de Ninotsminda | Población del municipio de Ninotsminda | Población del municipio de Ninotsminda |
|                                                                        | 1897                                   | 1922                                   | 1926                                   | 1939                                   | 1959                                   | 1970                                   | 1979                                   | 1989                                   | 2002                                   | 2014                                   | 2021                                   |
| ---------------------------------------------------------------------- | -------------------------------------- | -------------------------------------- | -------------------------------------- | -------------------------------------- | -------------------------------------- | -------------------------------------- | -------------------------------------- | -------------------------------------- | -------------------------------------- | -------------------------------------- | -------------------------------------- |
| Municipio de Ninotsminda Ninotsminda                                   | -                                      | -                                      | -                                      | 34 575                                 | 32 064                                 | 37 267                                 | 36 268                                 | 38 935                                 | 34 305                                 | 24 491                                 | 18 944                                 |
| Ciudad de Ninotsminda                                                  | -                                      | -                                      | -                                      | 964                                    | 1658                                   | 2824                                   | 3826                                   | 7285                                   | 6287                                   | 5144                                   |                                        |
| Datos: Estadística de población de Georgia desde 1897 hasta hoy. Nota: |                                        |                                        |                                        |                                        |                                        |                                        |                                        |                                        |                                        |                                        |                                        |

La población está compuesta por un 95% de armenios, mientras que los georgianos son sólo el 4,2%. El 86,1% de la población son cristianos ortodoxos armenios, el 12 % son católicos, 3,6% son cristianos ortodoxos georgianos y el 2,2% son musulmanes.
|              | 1939      | 1939       | 1959      | 1959       | 2002      | 2002       | 2014      | 2014       |
| Grupo étnico | Población | Porcentaje | Población | Porcentaje | Población | Porcentaje | Población | Porcentaje |
| ------------ | --------- | ---------- | --------- | ---------- | --------- | ---------- | --------- | ---------- |
| Georgianos   | 93        | 0,3%       | 50        | 0,2%       | 476       | 1,39%      | 1029      | 4,20%      |
| Rusos        | 5949      | 17,2%      | 4616      | 14,4%      | 943       | 2,75%      | 184       | 0,75%      |
| Ucranianos   | 5949      | 17,2%      | 44        | 0,1%       | 6         | 0,02%      | 6         | 0,02%      |
| Armenios     | 27 376    | 79,2%      | 27 090    | 84,5%      | 32 857    | 95,78%     | 23 262    | 94,98%     |
| Griegos      | 20        | 0,1%       | 77        | 0,2%       | 5         | 0,01%      | 2         | 0,01%      |
| Abjasios     | -         | -          | -         | -          | -         | -          | 1         | 0,01%      |
| Azeríes      | 1009      | 2,9%       | 19        | 0,1%       | -         | -          | -         | -          |
| Osetios      | 1         | 0,1%       | 5         | 0,1%       | -         | -          | -         | -          |
| Judíos       | 6         | 0,1%       | 1         | 0,1%       | -         | -          | -         | -          |
| Kurdos       | 77        | 0,2%       | 22        | 0,1%       | -         | -          | -         | -          |
| Alemanes     | 8         | 0,1%       | -         | -          | -         | -          | -         | -          |
| Otros        | -         | -          | -         | -          | -         | -          | 7         | 0,02%      |
| Total        | 34 575    | 100%       | 32 064    | 100%       | 34 305    | 100%       | 24 491    | 100%       |

Hasta hace poco, el municipio era conocido por una isla única de dujobories rusos, asentados en el siglo XIX. A principios de la década de 1990, había alrededor de 7.000 dujobories rusos en Georgia, pero posteriormente casi todos se trasladaron a Rusia, en particular al óblast de Tambov.

## Infraestructura

### Transporte
La carretera principal internacional S11 atraviesa el municipio de Ninotsminda a través de su ciudad principal, viniendo de Ajaltsije vía Ajalkalaki a la frontera armenia en dirección a Guiumri, que también forma parte de la ruta europea 691. En Ninotsminda, la carretera nacional Sch31 (შ31 ) se bifurca a través de Tsalka y Tetritskaro hasta la S6 entre Tiflis y Marneuli. 
A través de Ninotsminda pasa la línea ferroviaria Marabda-Ajalkalaki, que Turquía al extenderla hasta Kars y formar parte de la nueva conexión ferroviaria entre Azerbaiyán y Turquía (Bakú-Tiflis- Kars).

## Galería

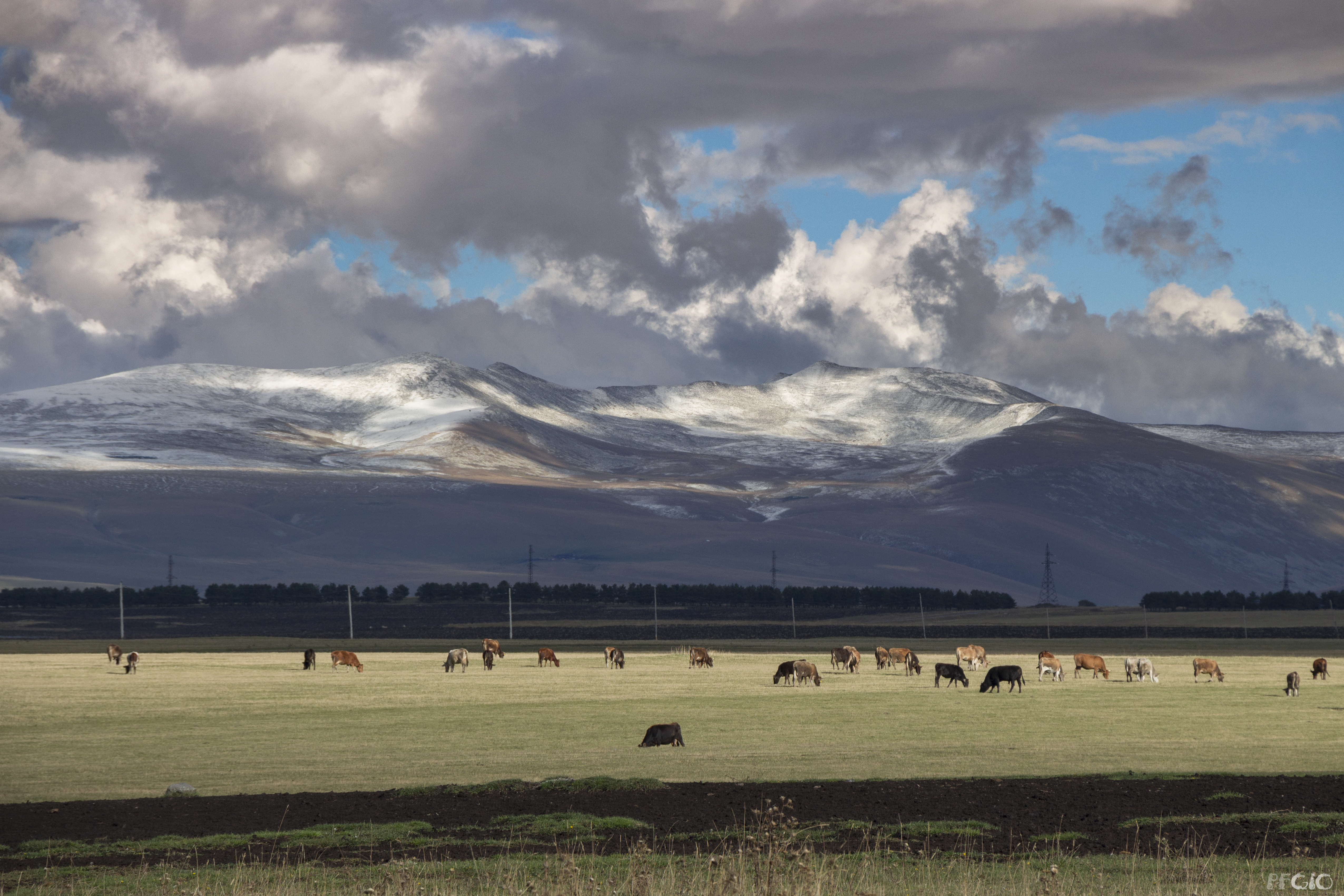
Parque Nacional de Yavajetia
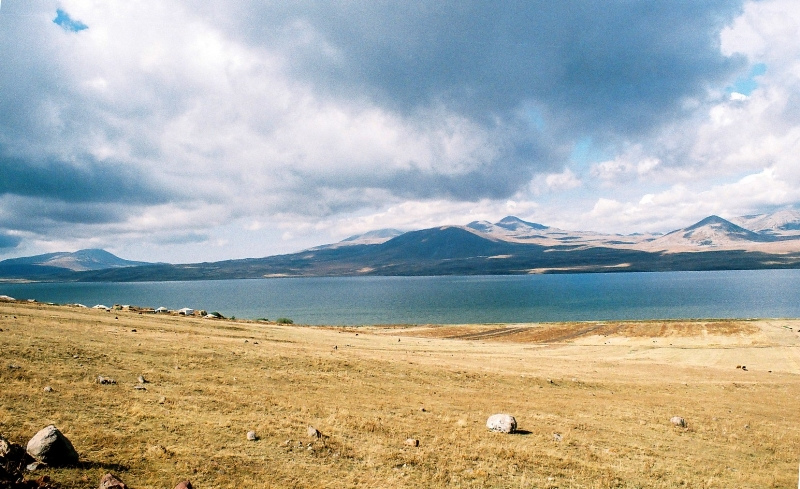
Lago Paravani
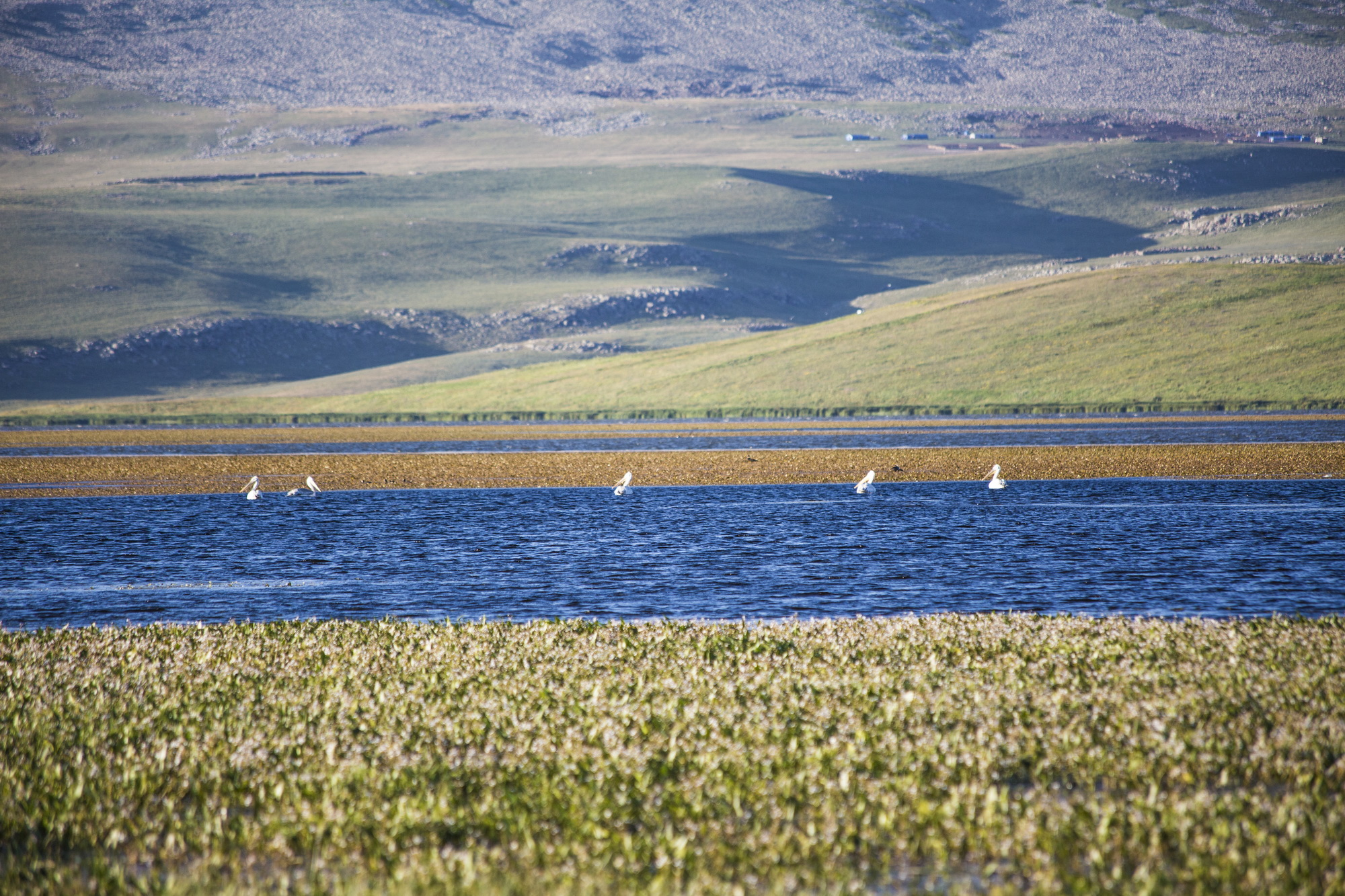
Lago Madatapa
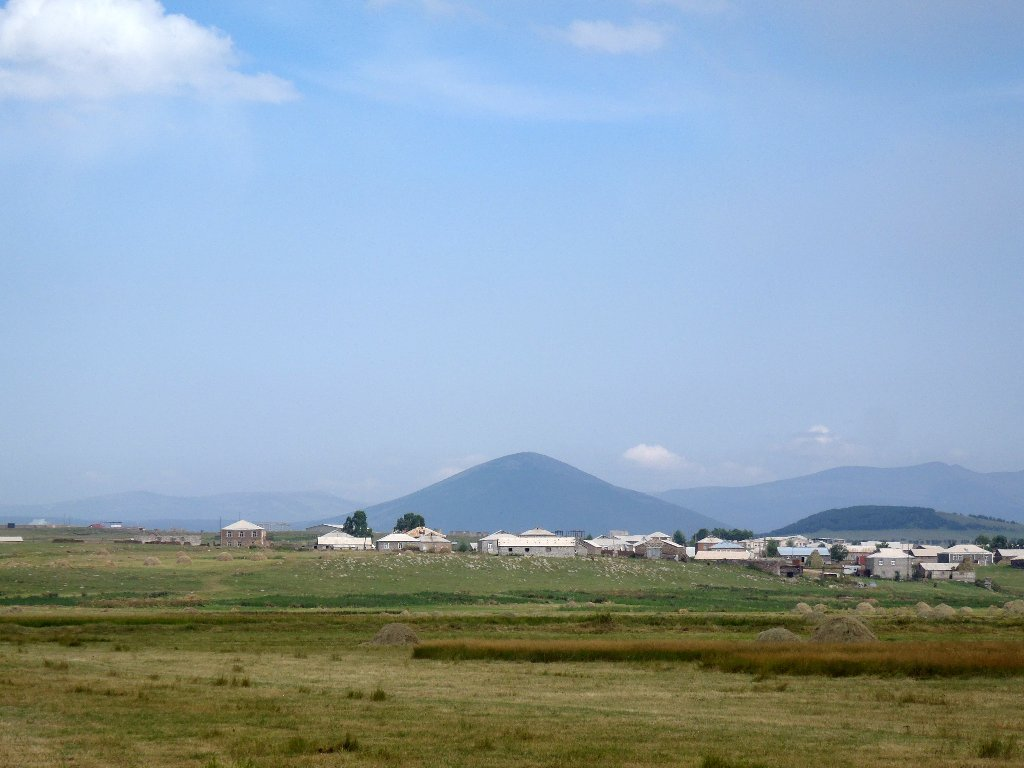
Vista de Ninotsminda